# ТЕЦ „Русе Изток“
ТЕЦ „Русе-изток“ е топлоелектрическа централа в Русе.
Проектната електрическа мощност на централата е 400 MW, осигурена от 6 турбини, а проектната топлинна мощност от регулируемите пароотбори на турбините е 624 MW.

## Оборудване
Парогенераторите в ТЕЦ „Русе-изток“ са проектирани за изгаряне на въглища марка „Т“ (антрацити), внасяни от Съветския съюз.
По проект за разпалване на парогенераторите е предвидено котелно гориво (мазут). Направена е реконструкция на разпалващите уредби на ПГ4 и ПГ5 за разпалване с природен газ, като е запазена възможността за разпалване и с котелно гориво.
Електрическата мощност се осигурява от:
- 2 кондензационни парни турбини с регулируеми пароотбори ПТ-30-90/12/1,2 с номинална проектна мощност по 30 MW;
- 2 кондензационни парни турбини за производство само на електрическа енергия К-110-130/33,6 с номинална проектна мощност по 110 MW;
- 2 кондензационни парни турбини с регулируеми пароотбори ПТ-60-90/13/1,2 с номинална проектна мощност по 60 MW.

Връзката на централата с електропреносната мрежа се осъществява чрез 4 електропровода 110 kV, присъединени в открита разпределителна уредба ОРУ-110 kV в ТЕЦ „Русе-Изток“. Връзката с електроразпределителната мрежа се осъществява чрез закрита разпределителна уредба ЗРУ 20 kV.

## Етапи на изграждане
ТЕЦ „Русе-изток“ е изградена на четири етапа:
- Първи етап – 1964 г.: Изграждане на 2 парни котела тип 1В-220-96 и две пароотборни турбини тип ПТ-30-90/12/1,2 с оборудване от ЧССР;
- Втори етап – 1966 г.: Кондензационен блок № 3 тип 1В-365-139 и турбогенератор тип К-110-130/33,6 с оборудване от ЧССР;
- Трети етап – 1971 г.: Кондензационен блок тип 1В-365-13 и турбогенератор тип К-110-130/33,6 с оборудване от ЧССР;
- Четвърти етап – 1985 г.: Изграждане на четири парни котли тип БКЗ-220-100 Ж и две пароотборни турбини тип ПТ-60-90/13/1,2 с оборудване от СССР.[1]

## Топлопреносна мрежа
Топлопреносната мрежа обхваща парни магистрали, водни магистрали за гореща вода и дворни мрежи. Основните съоръжения са:
- северна парна магистрала;
- южна парна магистрала;
- „Захар-Био“ парна магистрала;
- северна водна магистрала;
- южна водна магистрала;
- централна водна магистрала;
- групови и индивидуални абонатни станции.

Към 31 октомври 2014 г. общата дължина на топлоснабдителната мрежа за битово-гореща вода е 79130 метра. „Топлофикация – Русе“ ЕАД снабдява с гореща вода за отопление и хигиенно-битови нужди 18940 абонати, в т.ч. 1094 стопански субекти, 130 бюджетни организации и 17 716 битови потребители.

## История
- първа копка 12 октомври 1961 г.;
- пролетта на 1962 г. – започване строителните работи;
- края на 1963 г. – започване на монтажните работи;
- 27 декември 1964 г. започване на експлоатация (първи етап);
- 1966 г. завършване на втори етап;
- 17 април 1971 г. завършване на трети етап;
- 1985 г. завършва четвърти етап: изграждане на 4 парни котела по 220 t/h и 2 турбини с мощност по 60 MW – руско оборудване. С това електрическата мощност на централата се увеличава с 30%, а паро- и топлоснабдителните ѝ възможности нарастват повече от 2,5 пъти.

Блокове 3 и 4 са предназначени само за производство на електрическа енергия, а всички останали турбогенератори имат техническа възможност за производство на електрическа и топлинна енергия.
На територията на централата се намират едни от най-високите комини в България – 2 по 180 м и един с височина 100 м.
Централата е собственост на „Топлофикация – Русе“ ЕАД, която през 2007 г. е купена от словенската компания „Холдинг Словенске електрарне“. От 2010 г. дружеството е 100% собственост на руската компания „Мечел“.